# Centre de conservation des épaves de bateaux
Le centre de conservation des épaves de bateaux est une filiale du musée maritime national de Gdańsk, ouverte le 13 juin 2016 dans un bâtiment spécialement construit à Tczew près du musée de la Vistule.
Le centre a été créé en collaboration avec le musée norvégien de la marine et le musée de l'histoire de la culture de l'université d'Oslo. Il a été financé avec les moyens du mécanisme financier norvégien (85%) et les subventions du ministère de la culture de la Pologne.
Le musée comporte deux parties: l'atelier de conservation et la salle d'exposition.

## Atelier de conservation

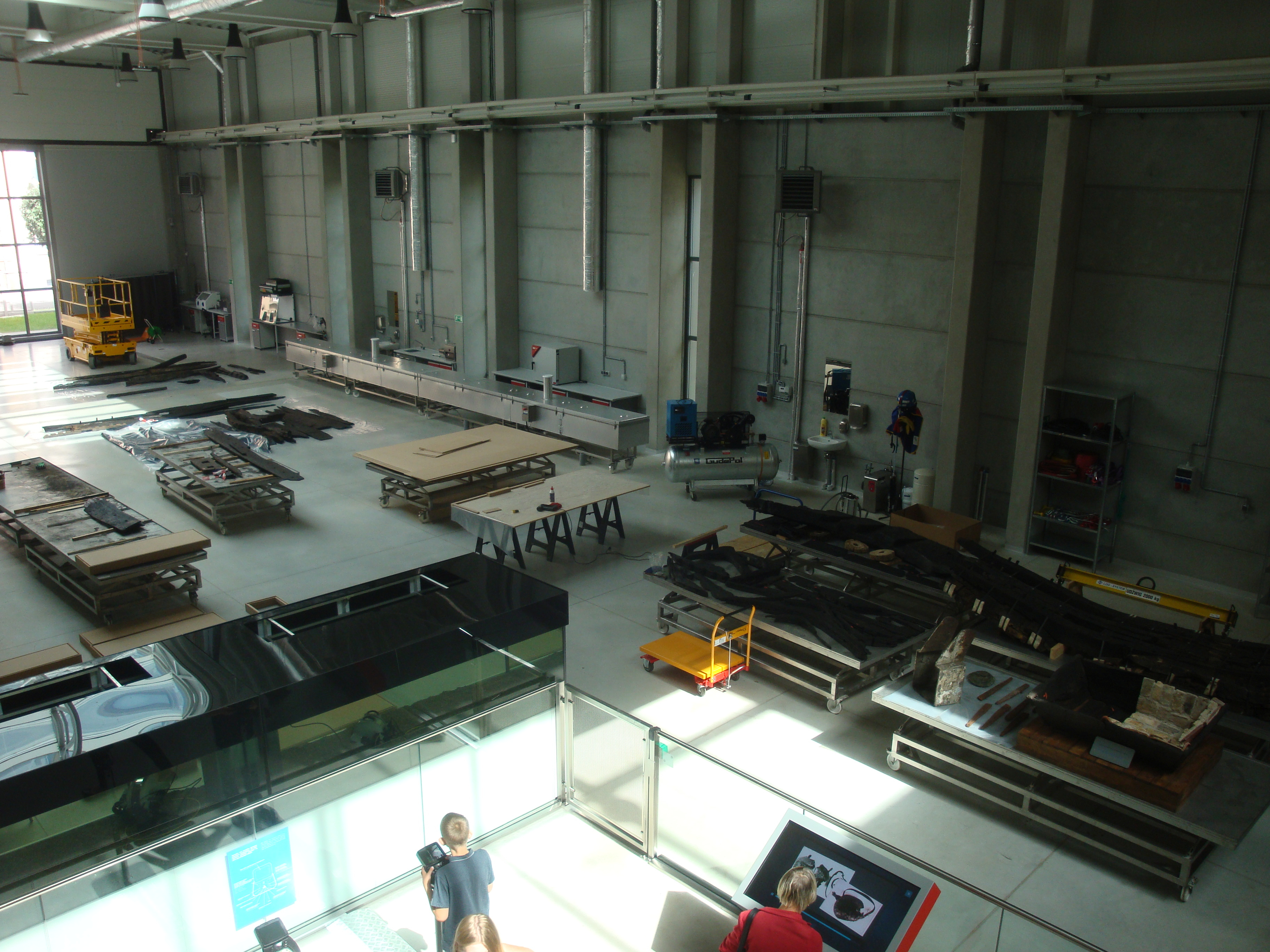
Atelier de conservation.

L'atelier est équipé en matériel moderne et sert à effectuer des travaux de conservation et reconstruction des éléments de bateaux et autres objets trouvés lors des fouilles sous-marines. Il contient des sections de forge-serrurerie et menuiserie-charpenterie, appareil de radiographie avec un scanner, un spectromètre de fluorescence des rayons X servant à analyser la composition des éléments métalliques. Le bois trouvé dans l'eau par les archéologues est conservé dans un système de bains adaptés où il est soumis au traitement des solutions spéciales.
Les pièces en métal sont nettoyés avec un nettoyeur haute-pression et un micronettoyeur. Les objets lourds sont déplacés à l'aide d'un pont roulant d'une charge de 5 tonnes et des plateformes mobiles.
L'atelier est un hall sans cloisons de séparation. Une mezzanine disponibles aux visiteurs permet de regarder des différentes étapes de conservation et ou reconstruction.  C'est cas unique en Pologne qui permet aux visiteurs de participer aux travaux.

## Salle d'exposition

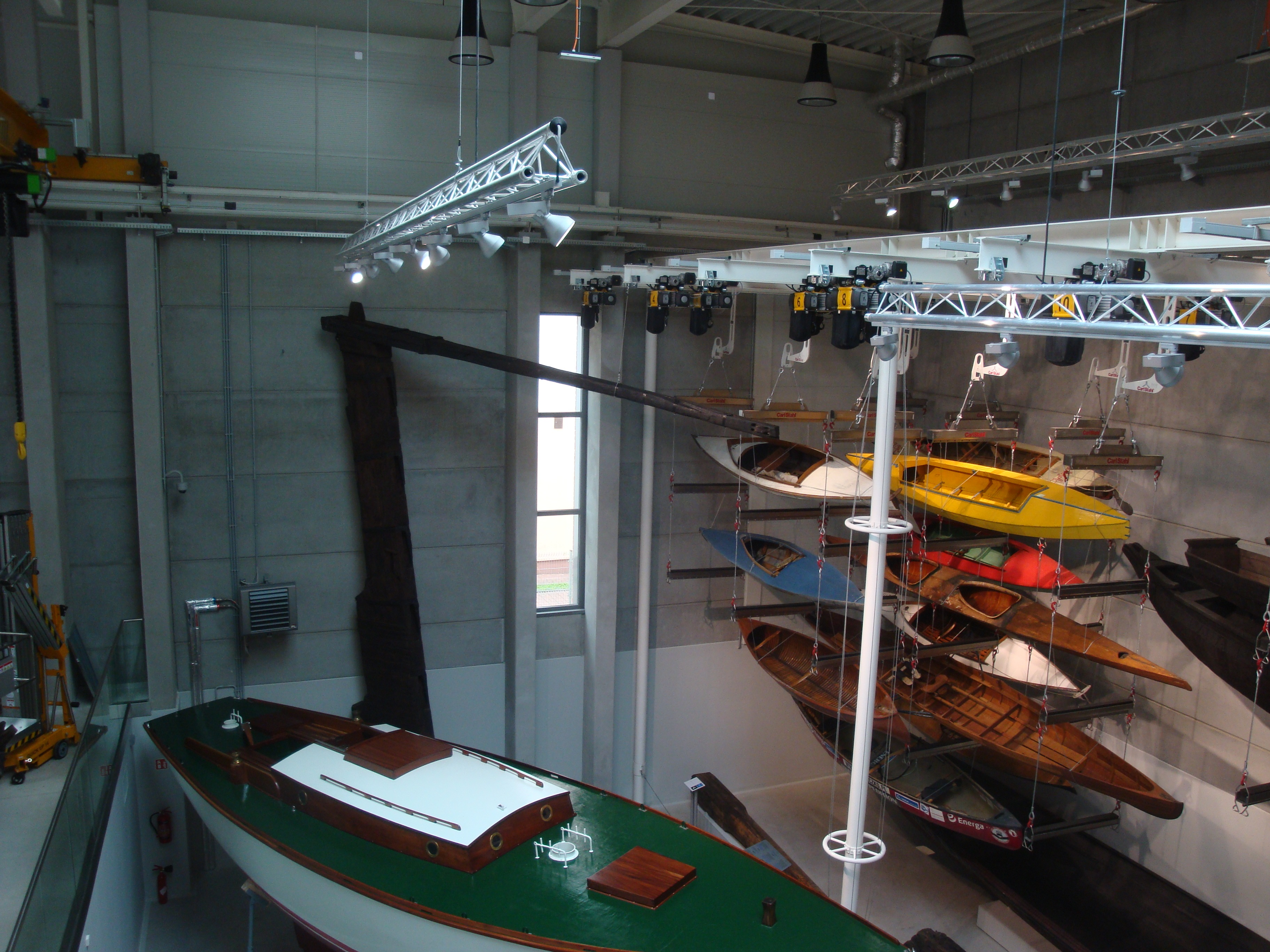
Salle d'exposition.

La salle d'exposition offre aux visiteurs une collection variée. Sur l'un de ses murs se trouvent suspendues au plafonds des barques anciennes et les fragments préservés en provenance de toute la Pologne (les plus anciennes du Ve siècle, des barques d'Afrique (acquis par les équipages de bateaux polonais) et une collection des kayaks des années 1930-1950. Sur le sol on peut apprécier des objets de grande taille par exemple une quille ou un fragment de la coque d'un hulk de XVe siècle. L'exposition est complétée par trois yachts historiques: l'Opty (à bord duquel Leonid Teliga a fait le premier tour du monde polonais en solitaire 1967-1969), le Dal (sur lequel Andrzej Bohomolec, Jerzy Świechowski et Jan Witkowski ont traversé l'Atlantique en 1933, une première polonaise) et le Kumka IV l'un des premiers yachts soudés, construit par Tadeusz Sołtyk en 1937].
Des objets de petite taille tels que les éléments d'équipement de bateau ou exemples de cargaison se trouvent dans des rangements coulissants partiellement vitrés.

## Visite

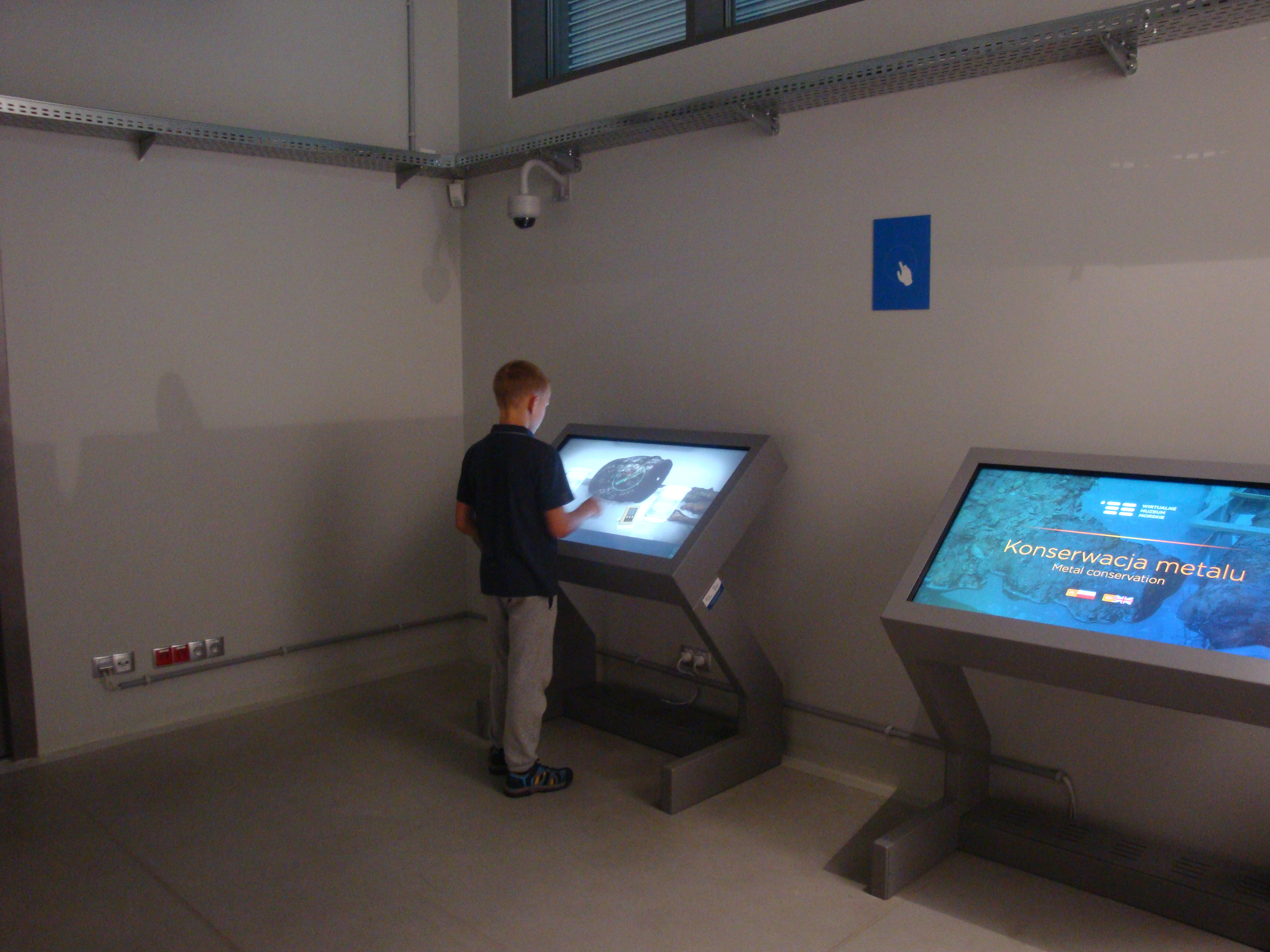
Panneaux interactifs.

Les objets sont décrits en polonais et anglais. Il est possible de trouver plus d'informations sur les objets exposés grâce aux panneaux interactifs ainsi qu'aux applications mobiles.
Par ailleurs le musée offre des activités éducatives (leçons spéciales, visites de l'atelier de conservation),, il est également disponible aux personnes à mobilité réduite. Il existe aussi la possibilité d'organiser une visite pour les non-voyants (avec la découverte de certains objets par le toucher).